# 环孢素
環孢素（英語：ciclosporin，也有cyclosporine及cyclosporin的拼寫法），是一種鈣調磷酸酶抑制劑，作為免疫抑制劑之用，以治療類風濕性關節炎、乾癬、克隆氏症、腎病症候群、濕疹，以及作為器官移植後長期服用之藥物，防止移植器官受到排斥。此藥物透過口服或是靜脈注射方式給藥，也製成眼藥水形式以治療乾眼症。
使用後常見的副作用有高血壓、頭痛、腎臟問題、毛髮生長增加和嘔吐。嚴重的副作用有感染風險增加、肝臟問題和罹患淋巴瘤風險增加。使用後應持續檢查藥物的血藥濃度以降低副作用風險。個體於懷孕期間使用可能會導致早產，但此藥物似乎不會造成胎兒的先天性障礙。
環孢素被認為是透過降低淋巴球的功能來發揮作用。它與親環蛋白形成複合物來阻斷鈣調磷酸酶的磷酸酶活性，而減少T細胞產生促炎性細胞因子。
環孢素於1971年從名為膨大彎頸霉的真菌分離出，並於1983年取得核准用於醫療用途。它已列入世界衛生組織基本藥物標準清單之中。此藥物在美國於2022年最常使用處方藥中排名第185，開立的處方箋數量超過200萬張。市面上有其通用名藥物流通。

## 醫療用途
環孢素用於治療和預防造血幹細胞移植（又稱骨髓移植）的移植物對抗宿主疾病，並預防宿主對於移植而來的腎臟、心臟和肝臟的排斥反應。此藥物也在美國被批准用於治療類風濕性關節炎和乾癬、腺病毒性角結膜炎後出現的持續性錢幣狀角膜炎，以及作為治療乾燥症和瞼板腺功能障礙引起的乾眼症之用的眼藥水。
環孢素除這些適應症外，也用於治療嚴重的異位性皮膚炎，及嚴重的類風濕性關節炎及相關疾病。
環孢素也用於治療對類固醇治療無反應的急性嚴重潰瘍性結腸炎和蕁麻疹患者。

## 副作用
使用環孢素產生的副作用有牙齦腫大、毛髮生長增加、抽搐、消化性潰瘍、胰腺炎、發燒、嘔吐、腹瀉、精神錯亂、膽固醇升高、呼吸困難、麻木和刺痛（尤其是嘴唇）、搔癢、高血壓、鉀滯留（可能導致高血鉀症）、腎臟和肝功能障礙、指尖灼熱感，以及容易受到黴菌和病毒感染。環孢素會誘導腎臟血管收縮和增加鈉重吸收，而引起高血壓。血壓升高會引發心血管問題，因此建議需要使用此藥物進行長期治療的人只使用最低的有效劑量。
腎臟移植後使用環孢素與血液中尿酸濃度升高有關，在某些情況下也會導致痛風。
環孢素被列為國際癌症研究機構一類致癌物（即有足夠的證據表明對人類具有致癌性），特別是會導致皮膚鱗狀細胞癌和非霍奇金氏淋巴瘤。

## 藥理學

### 作用機轉
環孢素的主要作用是降低T細胞的活性，它透過抑制鈣調磷酸酶-磷酸酶途徑中的鈣調磷酸酶，並阻止粒線體通透性轉變孔（MPTP）打開來達成。環孢素藉由阻止活化T細胞核因子去磷酸化，導致效應性T細胞功能降低
環孢素是一種免疫抑制劑，除抑制免疫反應外，還能與線粒體膜上的粒線體通透性轉變孔結合。MPTP是細胞能量工廠（線粒體）上的一各通道，其開閉程度直接影響細胞的能量供應。環孢素能穩定MPTP的狀態，防止其過度開啟，而保護細胞免受能量耗竭的損害。
環孢素可減緩腎臟微小病變和局灶節段性腎小球硬化症等疾病引起的蛋白尿。其機制為：環孢素保護足細胞中的突觸足蛋白，使其不被分解，進而維持腎小球基底膜的完整性，減少蛋白質流失。

### 藥物動力學
環孢素是一種由11個胺基酸組成的環肽，它有單一的D-氨基酸，在自然界中很少見。環孢素並非由核糖體合成，與大多數的肽不同
環孢素經攝入後會在人類和動物體內充分代謝。代謝物包括環孢素B、C、D、E、H和L，代謝物的免疫抑制活性不到原形環孢素的10%，且與較高的腎毒性有關聯。

## 生物合成

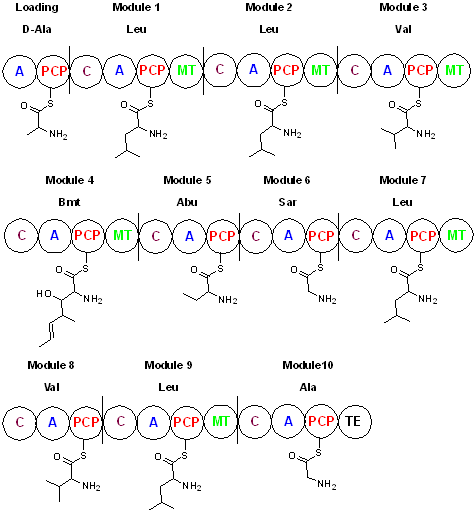
環孢素的生物合成過程。Bmt（butenyl-methyl-threonine，丁烯基甲基蘇氨酸），Abu（L-alpha-aminobutyric acid，L-α-氨基丁酸），Sar（sarcosine，肌氨酸）。

非核糖體肽合成酶經由活化、連接和修飾胺基酸，逐步合成環孢素。

### 基因簇
目前用於大量生產環孢素的物種 - 膨大彎頸霉 - 的生物合成基因排列，形成一個12個基因的簇。這12基因簇是此黴菌生產環孢素的重要遺傳基礎，基因間相互協作，共同完成環孢素的合成過程。

## 歷史
於瑞士巴塞爾桑多茲集團公司（現已併入諾華製藥）服務的科學家於1970年從挪威和美國威斯康辛州採集的土壤樣本中分離出新的真菌菌株。兩種菌株都會產生一系列稱為環孢素的天然產物，均具有抗真菌活性的成分。來自挪威的菌株 - 膨大彎頸霉 - 後來被用於大規模生產環孢素。
天然環孢素的免疫抑制作用於1972年1月31日被於桑多茲集團服務的藥理學家哈特曼·F·斯塔赫林發現。環孢素的化學結構於1976年也為桑多茲集團確定。後來英國外科醫師羅伊·約克·卡恩爵士及其劍橋大學的同事在1978年進行的腎臟移植手術中以及美國外科醫師托馬斯·斯塔爾茲於1980年在匹茲堡大學醫療中心兒童醫院進行的肝臟移植手術中均成功確定環孢素具有預防移植排斥的作用。 美國食品藥物管理局（FDA）於1983年核准環孢素用於醫療用途。
托馬斯·斯塔爾茲在其撰述的回憶錄中解釋環孢素是實體器官同種異體移植的劃時代藥物，其具有的良好抗排斥治療成分，大幅擴展移植手術的臨床適用性。簡而言之，廣泛應用這種移植的最大限制不是成本或手術技術，而是同種異體移植排斥以及捐贈器官來源稀缺的問題。環孢素則在處理排斥方面獲得重大進展。

## 社會與文化

### 法律地位
歐洲藥品管理局人用藥品委員會（CHMP）於2024年7月採納正面意見，建議授予用於治療乾眼症藥品Vevizye的上市許可。藥品的申請者是設於德國的Novaliq GmbH。Vevizye於2024年9月取得歐盟核准用於醫療用途。

### 名稱
這種天然產物被首先分離出來的科學家命名為cyclosporin，而在翻譯成英文後將名稱改寫為cyclosporine。根據國際非專有藥名 (INN) 命名指南，藥物名稱再進而改為ciclosporin。
INN和英國批准名稱 (BAN)均採用Ciclosporin名稱，而美國採用名稱 (USAN)，則使用cyclosporin 。

### 銷售配方
環孢素的水溶解度非常差，因此藥廠開發出的是供口服和注射用的懸浮液和乳液形式。桑多茲集團最初推出產品的商品名為Sandimmune，有軟明膠膠囊、口服溶液和靜脈注射製劑等形式。一種較新的微乳液口服製劑<Neoralref name="Neoral FDA label" />為溶液和軟明膠膠囊形式。
此藥物的通用名藥物已有各種品牌名稱於市面出現，包括 Cicloral、Gengraf和Deximune。一種用於治療乾燥性角結膜炎（乾眼症）引起發炎的環孢素外用乳劑於2002年以Restasis品牌上市。 吸入式的環孢素製劑正在臨床開發中。

## 研究

### 神經保護
環孢素正在歐洲進行一項II/III期（適應性）臨床研究，以確定其對創傷性腦損傷中改善神經元細胞損傷和缺血再灌流傷害（III期）的能力。
環孢素已被研究作為腦外傷等情況下可能的神經保護劑，並在動物實驗中顯示可減少與損傷所造成的相關腦損傷。

### 心臟病
環孢素已在實驗中用於治療心臟肥大（細胞體積增加）。
環孢素已被證明可透過多種方式影響心肌細胞來減少心臟肥大。

## 獸醫用途
該藥物在美國被批准用於治療狗的異位性皮膚炎。狗身上使用的劑量較人類為少，表示此藥物可作為免疫調節劑，並且比發生在人類身上的副作用更少。本產品有助於減少控制病情所需的藥物種類。也有含環孢素的狗用眼藥膏（Optimmune）及用於治療狗的皮脂腺炎、落葉型天皰瘡、發炎性腸道疾病、肛門癤病和重症肌無力的環孢素藥物。

## 外部連結
- 醫學主題詞表（MeSH）：Cyclosporine